# Bulevardul Marinarilor din Constanța

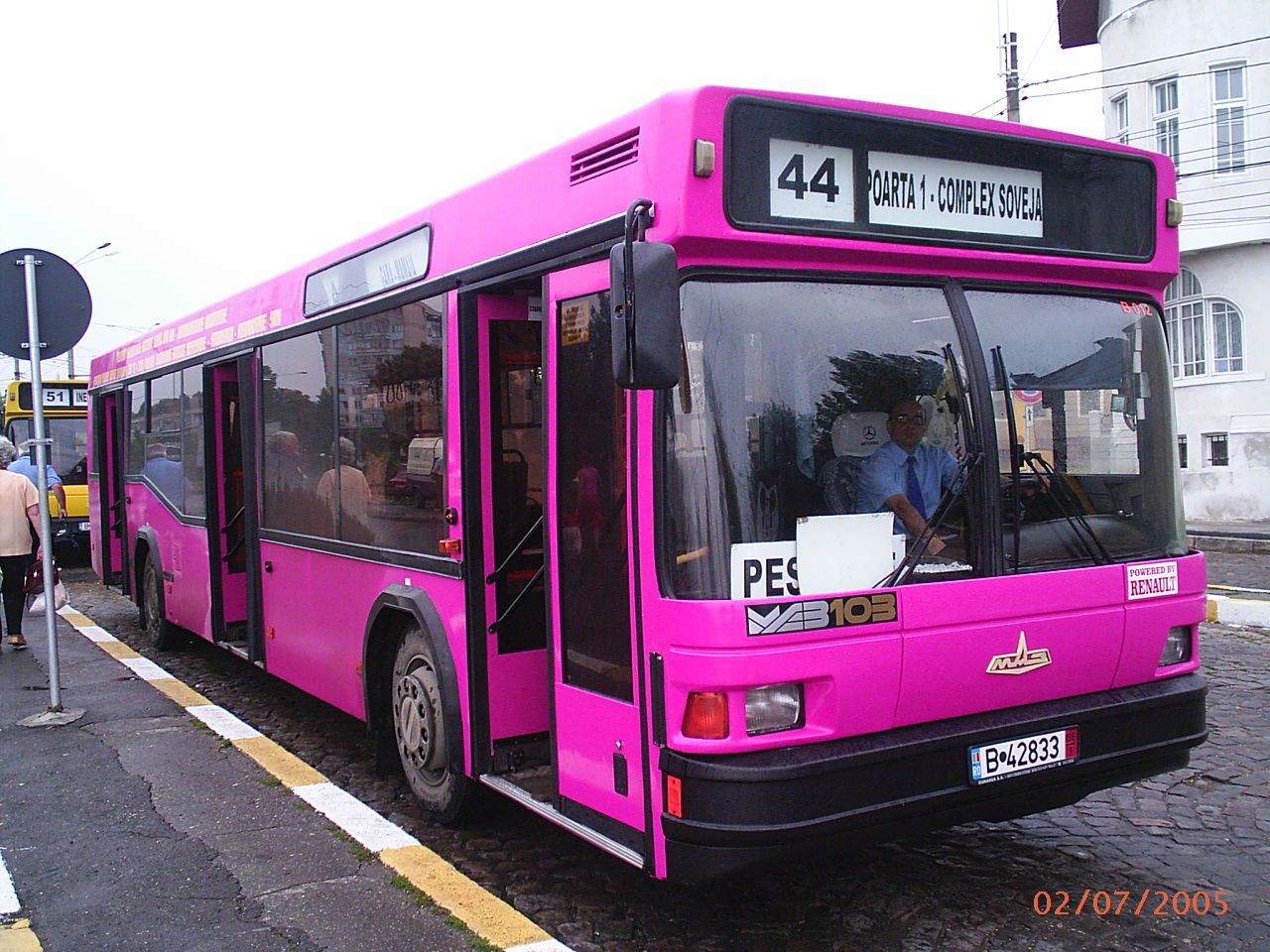
Două autobuze MAZ 103, pe liniile 44 și 51, la Poarta 2

Bulevardul Marinarilor este cel mai mic bulevard din Constanța, fiind o arteră face legătura între Poarta 2 și Poarta 1, două dintre cele șase porți de intrare în Portul Constanța.

 Acest articol despre o localitate din județul Constanța este deocamdată un ciot. Puteți ajuta Wikipedia prin completarea lui.